# Carrotblanca
Carrotblanca (od (ang.) carrot – marchew) po polsku jako "Karotkablanka" – kreskówka z serii Zwariowane melodie, parodiująca film Casablanca.

## Fabuła
Do lokalu Amerykańska Kawusia z mlekiem, prowadzonego w marokańskim mieście Karotkablanca przez Ricka (Królik Bugs jako Rick Blaine) trafia Usmarte (Kanarek Tweety jako Ugarte), złodziej tajnych dokumentów narodowych socjalistów. Zmusza Ricka do ich przyjęcia, zanim zrobi to generał Pandemonium (Yosemite Sam jako major Strasser).
Wkrótce potem do kawiarni wchodzi Sylwester (jako Victor Laszlo) ze swoją żoną Kitty (Kotka Penelopa jako Ilsa), która wzbudza zainteresowania Louisa (Skunks Pepé Le Swąd jako kapitan Renault), który próbuje ją uwieść, ale bezskutecznie.
Do kawiarni wjeżdża wóz generała Pandemonium. Wojskowy kieruje się prosto do Ricka, żądając od niego dokumentów (dowiedział się o nich dzięki Tweety’emu). Bugs sprytnie pozbywa się generała.
W tym czasie na scenie pojawia się Sam (Kaczor Daffy) i zaczyna grać na pianinie. Kitty prosi go, by zagrał jej ulubioną piosenkę. Daffy wymawia się, twierdząc, że zabroniono mu grać ten utwór. Ponieważ Kitty nalega, Daffy gra jedną nutę, co skutkuje natychmiastowym pojawieniem się Bugsa i wyrzutem: Mówiłem ci, żebyś nie grał tej piosenki! Kaczor wskazuje na kotkę jako winną całego zamieszania.
Patrząc na nią, Bugs przypomina sobie spędzone z Kitty chwile. Powoduje to, że wieczorem (razem z Daffy'm) upija się sokiem z marchwi. Snucie wspomnień przerywa im sama Kitty, która prosi Bugsa o pomoc w uratowaniu Sylwestra. Bugs początkowo odmawia, ale zostaje rozbrojony płaczem kotki. Udaje się na posterunek policji, gdzie Pandemonium i Louis przesłuchują Sylwestra, i podstępem umieszcza generała w celi więziennej.
Dzięki pomocy Bugsa, Sylwester i Kitty przedostają się na lotnisko, gdzie Sylwester poznaje treść tajnych dokumentów – to przepis na stworzenie fałszywej maski z wąsami i okularami. Para odlatuje najbliższym samolotem, żegnana przez Bugsa. Na pokładzie Kitty odkrywa obecność Louisa (przebranego za stewarda), zabiera więc spadochron i spada na cztery łapy tuż przy Bugsie.